# ۲۲۵ (عدد)
۲۲۵ یک عدد طبیعی است که بعد از ۲۲۴ و قبل از ۲۲۶ قرار دارد.